# Bizonyítékokon alapuló orvoslás
A bizonyítékokon alapuló orvoslás a beteggel kapcsolatos egyedi döntéshozatal olyan megközelítési módja, melynek során az orvos a legmegbízhatóbb, szisztematikusan feldolgozott tudományos bizonyítékok ismeretében, az egyéni klinikai tapasztalat felhasználásával, a beteggel konzultálva dönti el, hogy melyik lehetőség a leghatásosabb, leghatékonyabb és legmegfelelőbb az adott beteg számára.
A bizonyítékokon alapuló orvoslás három fő pillére: 1. a kezelőorvos saját gyakorlati tapasztalata, 2. a beteg által megfogalmazott értékek és kérések, 3. a klinikai kutatás aktuális állása.
A Cochrane Kollaboráció a bizonyítékokon alapuló orvoslás megvalósulását támogató nonprofit szervezet; kb. 18 000 kutató, orvos, betegjogi képviselő és egészségügyi döntéshozó közreműködésével tevékenykedik a prevenció, terápia és rehabilitáció területein.
A Cochrane Kollaboráció számos országban, így Magyarországon is képviselteti magát.